# Andabata

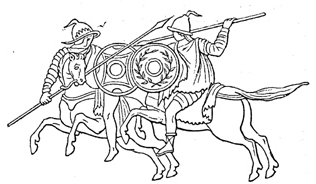
Raffigurazione di un gladiatore andabata

L'andabata era un gladiatore della Roma antica

## Descrizione
Era un gladiatore che combatteva alla "cieca", pesantemente difeso da corazze ma con la visiera dell'elmo sigillata per non permettere la vista degli avversari, che combatteva contro altri Andabata.
Per alcuni studiosi il termine non indicava una specifica tipologia di gladiatore, quanto una qualsiasi tipologia di gladiatore che combatteva senza l'uso della vista. In ogni caso il termine non appare più in epoca imperiale.